# Alella de Mar
Alella de Mar és un antic barri marítim de la parròquia d'Alella (Maresme), situat a la desembocadura de la riera d'Alella, agregat a mitjan segle xix a la contigua vila del Masnou, amb la qual avui forma conurbació. L'actual municipi del Masnou s'allarga seguint la costa, i forma un continu amb l'antic barri d'Alella de Mar a ponent i el barri d'Ocata a llevant. També era anomenat les Cases de Mar.
El procés d'annexió d'Alella de Mar al Masnou s'inicià el 1821 i originà un llarg litigi per dividir contribucions, propis i càrregues. L'any 1840, el veïnat d'Alella de Mar se segregà del d'Alella de Dalt (actual Alella) i s'incorporà al del Masnou, però la divisió territorial no es feu efectiva fins al 1845, quan es resolgué definitivament el litigi per dividir els impostos.